# Македония (римская провинция)
Македо́ния (лат. Macedonia) — провинция Римской республики, а затем и Римской империи.

## История
Провинция Македония была создана на месте одноимённого государства, уничтоженного римлянами в ходе Македонских войн. Военная экспансия Рима на Балканы привела его к столкновению с Македонией. Ещё во время Второй Пунической войны разразилась первая война с Македонией (215–205 до н. э.), которая не принесла победы ни одной из сторон. Но уже через пять лет Рим получил возможность сосредоточить свои силы на Македонии и, в результате Второй Македонской войны (200–196 до н. э.), лишить её всех владений за пределами своих исторических границ. Пришедший к власти в 179 до н. э. молодой и деятельный царь Персей попытался восстановить былое величие Македонии, вследствие чего началась Третья Македонская война (171–168 до н. э.), которая изначально складывалась не в пользу римлян — в битве при Лариссе войска Публия Лициния Красса были полностью разбиты. Тем не менее, уже в 169 до н. э. войска консула Квинта Марция Филиппа вторглись в Македонию, однако уклонились от решающей битвы по причине того, что солдаты были крайне измотаны походом. Судьба войны решилась в следующем году, когда в битве при Пидне легионы консула Луция Эмилия Павла разбили македонян, а сам царь Персей был выдан своими же сановниками. Македонское царство было разделено на четыре области-республики, находившиеся под римским протекторатом.
В 150 до н. э. самозванец Андриск объявил себя сыном царя Персея и с помощью фракийских наёмников пришёл к власти в Македонии. Рим послал против Андриска войско под командованием Квинта Цецилия Метелла, развязав, таким образом, Четвертую Македонскую войну (150–148 до н. э.). В 148 до н. э. войска Андриска были разбиты, а сам он захвачен в плен. Через два года (в 146 до н. э.) Македония утратила даже иллюзию самостоятельности, официально став провинцией Римской республики. Кроме Македонского царства в состав новой провинции вошли территории Эпира, Фессалии, части Иллирии и Фракии.
В результате реформы Диоклетиана 293 года Македония была разделена на две провинции: Македония Первая (лат. Macedonia Prima) на юге и Македония Вторая (лат. Macedonia Salutaris) на севере. Они были включены в Диоцез Македония — один из трёх диоцезов, входивших в префектуру Иллирия, основанную в 318. Когда в 379 префектура Иллирия была разделена на Западную и Восточную Иллирию, македонские провинции отошли к Восточной Иллирии. После раздела империи в 395 году Македония оказалась в Восточной Римской империи.

## Религия
Одной из наиболее значимых фигур римской Македонии значится святой великомученик Димитрий Солунский, покровитель Фессалоник, принявший мученическую смерть в 306 году.

## Экономика
При Августе в провинции начался долгий период мира, процветания и богатства, хотя её роль в экономике Рима в целом была куда менее значительна, по сравнению с соседней Малой Азией.
Экономика провинции значительно выросла после постройки Эгнациевой дороги, пересекавшей Балканы от Адриатического моря до Босфора, и проходившей через территорию Иллирии, Македонии и Фракии. После строительства дороги в регионе появилось множество колоний. На обширных землях развивалось сельское хозяйство. С ростом благосостояния увеличилось число ремесленников. Македония славилась своими каменщиками, шахтёрами и кузнецами. Греки также славились во всем Римском мире как хорошие учителя и врачи.
Македония экспортировала в основном продукты сельского хозяйства, а также железо, медь и золото. В меньшей степени — древесину, канифоль, деготь, пеньку, лён и рыбу.

## Города
- Гераклея Линкестис
- Деборус
- Дион
- Кассандрея
- Лихнидос
- Пелла
- Скупы
- Стобы
- Фессалоники